# James W. Sullivan
James W. Sullivan (* 17. Juli 1909 in St. Louis, Missouri; † 10. Oktober 1974 in Los Angeles County, Kalifornien) war ein US-amerikanischer Szenenbildner und Artdirector.

## Leben
Sullivan begann seine Karriere im Filmstab 1937 als Assistent des Artdirectors bei den Dreharbeiten James Whales Kriegsdrama The Road Back. Zwischen 1944 und 1950 war er an über 30 Spielfilmen tätig, darunter Schlachtgewitter am Monte Cassino und In letzter Sekunde. 1957 war er für den Monumentalfilm In 80 Tagen um die Welt zusammen mit Ken Adam und Ross Dowd für den Oscar in der Kategorie bestes Szenenbild nominiert, die Auszeichnung ging in diesem Jahr jedoch an den Musicalfilm Der König und ich. Zu weiteren Filmen unter seiner Mitwirkung zählen die Western Heiße Colts in harten Fäusten und Charro!.
1955 arbeitete er erstmals für das Fernsehen, und langsam verlagerte sich sein Arbeitsschwerpunkt zum Fernsehen, wo er bis zu seinem Tod 1974 wirkte. Zu seinen Arbeiten als Artdirector zählten hauptsächlich Fernsehserien, darunter die Westernserien Rauchende Colts, Have Gun – Will Travel sowie die Agentenserie Solo für O.N.C.E.L. Für sein Wirken an letzterer Serie war er 1966 für den Primetime Emmy nominiert. Sein letztes Engagement war die Justizserie Hawkins mit James Stewart in der Titelrolle.

## Filmografie (Auswahl)
- 1945: Schlachtgewitter am Monte Cassino (Story of G.I. Joe)
- 1946: Der Bandit von Sacramento (In Old Sacramento)
- 1947: Das Netz (The Web)
- 1947: Brennende Grenze (The Fabulous Texan)
- 1948: Im Banne der roten Hexe (Wake of the Red Witch)
- 1948: Die rauhen Reiter der furchtlosen Legion (The Gallant Legion)
- 1948: Der Rächer von Los Angeles (Old Los Angeles)
- 1949: In letzter Sekunde (The Fighting Kentuckian)
- 1949: Kopfpreis 5000 Dollar (Hellfire)
- 1951: Stählerne Schwingen (Flying Leathernecks)
- 1951: Höllenreiter der Nacht (The Wild Blue Yonder)
- 1953: Chicago – 12 Uhr Mitternacht (City That Never Sleeps)
- 1953: Unternehmen Panthersprung (Flight Nurse)
- 1954: Johnny Guitar – Wenn Frauen hassen (Johnny Guitar)
- 1956: In 80 Tagen um die Welt (Around the World in Eighty Days)
- 1964: Henrys Liebesleben (The World of Henry Orient)
- 1967: Heiße Colts in harten Fäusten (Return of the Gunfighter)
- 1969: Charro!

## Auszeichnungen (Auswahl)
- 1957: Oscar-Nominierung in der Kategorie bestes Szenenbild für In 80 Tagen um die Welt